# 654 Zelinda
Zelinda (asteroide 654) é um asteroide da cintura principal com um diâmetro de 127,4 quilómetros, a 1,7641207 UA. Possui uma excentricidade de 0,23192318 e um período orbital de 1 271,38 dias (3,48 anos).
Zelinda tem uma velocidade orbital média de 19,65309374 km/s e uma inclinação de 18,12463274º.
Este asteroide foi descoberto em 4 de Janeiro de 1908 por August Kopff.